# Joe Montemurro
Joseph Adrian Montemurro (ur. 13 września 1969 w Melbourne) – australijski piłkarz włoskiego pochodzenia występujący na pozycji pomocnika oraz trener, obecnie zatrudniony we włoskim klubie Juventus Women. Wychowanek Neuchâtel Xamax, w trakcie swojej kariery grał także w takich zespołach, jak Brunswick Zebras oraz Opitergina (Oderzo). Jako szkoleniowiec prowadził natomiast takie drużyny, jak Caroline Springs George Cross, Coburg United, Port Moresby, Melbourne Victory Women, Melbourne City Women oraz Arsenal Women.